# 小行星2050
小行星2050（2050 Francis）是一颗绕太阳运转的小行星，为主小行星带小行星。该小行星于1974年5月28日发现。
該小行星以發現者埃莉諾·赫琳的父母弗雷德·弗朗西斯（Fred Francis）和凱·弗朗西斯（Kay Francis）命名。

## 轨道参数
小行星2050的轨道半长轴为2.3257227 UA，离心率为0.237。